# 夕霧花園 (映画)
『夕霧花園』（ゆうぎりかえん、中国語: 夕霧花園、英語: The Garden of Evening Mists）は2019年のマレーシア映画。陳團英の2012年の同名の小説『夕霧花園』の映画化である。主に英語が使用される歴史映画であり、台湾のトム・リンが監督をつとめた。リー・シンジエ、阿部寛、シルヴィア・チャンが主演している。若い時に日本軍の強制収容所に入れられた経験のために苦しんでいる女性がマラヤ危機の最中にキャメロンハイランドに旅し、ミステリアスな日本人庭師に弟子入りする物語である。
おおむね高い評価を受け、第56回金馬奨では9部門で候補となり、最優秀メイクアップ・衣装賞を受賞した。 2020年のアジアン・アカデミー・クリエイティブ・アワードでは最優秀作品賞を受賞し、2021年のマレーシア映画祭でも3部門で受賞している。

## キャスト
- リー・シンジエ - テオ・ユンリン（1950年代/33歳）
- 阿部寛 - 中村有朋（1950年代/50歳）
- シルヴィア・チャン - テオ・ユンリン（1980年代/62歳）
- ジョン・ハナー - マグナス・ゲメル（1950年代/56歳）
- デヴィッド・オークス - フレドリック・ゲメル（1950年代/31歳）
- ジュリアン・サンズ  - フレドリック・ゲメル（1980年代/60歳）
- セレーヌ・リム - テオ・ユンホン（1940年代/19歳）
- タン・ケン・ファ - エミリー・ゲメル（1950年代/48歳）

## 製作

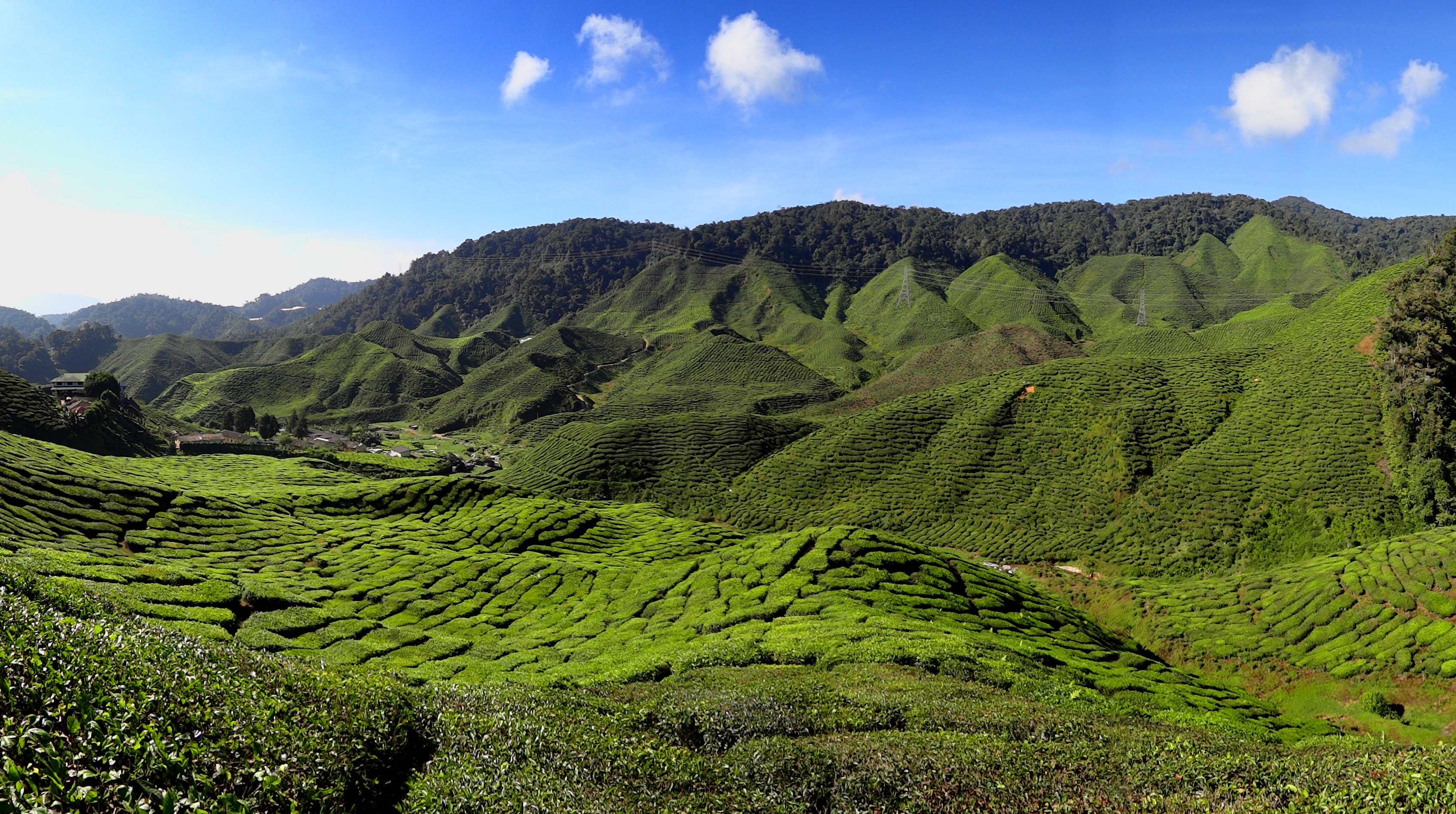
原作小説はキャメロンハイランドが舞台であり、ほとんどの場面はここで撮影されている。写真は茶農園のある丘である。

本作は2012年に陳團英が執筆した英語の小説『夕霧花園』に基づいている。この小説は評価が高く、2012年にマン・アジア文学賞を受賞した。2014年にマレーシアの映画会社であるアストロ・ショーとHBOアジアがマレーシア国立映画開発公社の支援を受けて小説を映画化するという発表があった。 
台湾人映画監督のトム・リンが監督をつとめ、脚本はスコットランドの脚本家であるリチャード・スミスが担当することになった。キャストはマレーシアの女優であるリー・シンジエ、日本の男優である阿部寛、台湾の女優であるシルヴィア・チャン、イングランドの男優であるデヴィッド・オークス及びジュリアン・サンズ、スコットランドの男優であるジョン・ハナー、シンガポールの女優であるタン・ケン・ファなどからなる。
プロダクションチームは台湾、日本、マレーシア、シンガポール、インド、オーストラリア、イギリスのメンバーからなるものであった。主要撮影は2018年7月に始まった。撮影はキャメロンハイランドを含むマレーシアで行われ、映画に登場する強制収容所や小さな庭園はセットが作られた。

## 公開
2019年10月4日に第24回釜山国際映画祭にて初公開された。2020年1月16日にマレーシアで公開され、2021年7月24日に日本で公開された。
マレーシア版は1時間53分で、2時間ある国際版と少し異なる。マレーシア版はマレーシア映画検閲委員会によりラブシーンがカットされ、微修正された場面もあるが、全体としては完成形でカットのせいでプロットに影響が出ることはないと報道された。

## 評価

### 批評
本作は批評家からおおむね良い評価を受けた。『ハリウッド・リポーター』では「しっかりしてよくできた歴史ドラマ」と評された。『サウスチャイナ・モーニング・ポスト』ではジェームズ・マーシュがより称賛と非難の入り交じった評価を下しており、とくにダイアローグを批判している。

### 受賞
第56回金馬で最優秀作品賞、最優秀監督賞、最優秀主演女優賞、最優秀メイクアップ・衣装賞を含む9部門の候補となり、1部門で受賞した。
| Awards                                                | Category                   | Recipients                                        | Result |
| ----------------------------------------------------- | -------------------------- | ------------------------------------------------- | ------ |
| 第56回金馬奨 (2019)                                   | 最優秀作品賞               | ノミネート                                        |        |
| 第56回金馬奨 (2019)                                   | 最優秀監督賞               | ノミネート（トム・リン）                          |        |
| 第56回金馬奨 (2019)                                   | 最優秀主演女優賞           | ノミネート（リー・シンジエ）                      |        |
| 第56回金馬奨 (2019)                                   | 最優秀脚色賞               | ノミネート（リチャード・スミス）                  |        |
| 第56回金馬奨 (2019)                                   | 最優秀撮影賞               | ノミネート（カルティク・ビジェイ）                |        |
| 第56回金馬奨 (2019)                                   | 最優秀美術商               | ノミネート（ペニー・ツァイ・ペイリン他2名）       |        |
| 第56回金馬奨 (2019)                                   | 最優秀メイクアップ・衣装賞 | 受賞（ニッキ・グーリー、ニーナ・エドワーズ他2名） |        |
| 第56回金馬奨 (2019)                                   | 最優秀作曲賞               | ノミネート（オー・サン）                          |        |
| 第56回金馬奨 (2019)                                   | 最優秀編集賞               | ノミネート（スー・ムン・タイ）                    |        |
| アジアン・アカデミー・クリエイティブ・アワード (2020) | 最優秀作品賞               | 受賞                                              |        |
| 第31回マレーシア映画祭 (2021)                         | 最優秀オリジナル物語賞     | 受賞（陳團英）                                    |        |
| 第31回マレーシア映画祭 (2021)                         | 最優秀視覚効果賞           | 受賞                                              |        |
| 第31回マレーシア映画祭 (2021)                         | 最優秀女優賞               | 受賞（リー・シンジエ）                            |        |